# Kumothales
Kumothales is een monotypisch afrotropisch geslacht van vlinders uit de familie van de Nymphalidae.

## Enige soort
- Kumothales inexpectata Overlaet, 1940